# Swear It Again
Swear It Again – pierwszy singel irlandzkiego zespołu Westlife, promujący debiutancką płytę Westlife. Piosenka dotarła do pierwszego miejsca UK Singles Chart, rozchodząc się w 182 tysięcznym nakładzie w pierwszym tygodniu sprzedaży. Do dziś singel rozszedł się w ponad 356 278 kopii w Wielkiej Brytanii i USA, tym samym pokrywając się platyną na Wyspach brytyjskich i złotem w Stanach Zjednoczonych.

## Pozycje na listach
| Kraj/Lista                         | Najwyższa pozycja |
| ---------------------------------- | ----------------- |
| Świat                              | 26                |
| Europa Singles Chart               | 6                 |
| Australia Singles Chart            | 12                |
| Belgia Singles Chart               | 10                |
| Brazylia Singles Chart             | 40                |
| Kanada Singles Chart               | 21                |
| Irlandia Singles Chart             | 1                 |
| Holandia Singles Chart             | 27                |
| Nowa Zelandia Singles Chart        | 1                 |
| Szwecja Singles Chart              | 12                |
| Szwajcaria Singles Chart           | 25                |
| UK Singles Chart                   | 1                 |
| U.S. Billboard Hot 100             | 20                |
| U.S. Hot Adult Contemporary Tracks | 22                |
| U.S. Billboard Singles Sales Chart | 2                 |
| U.S. Pop, AC Airplay Chart         | 21                |
| U.S. Billboard Top 40 Tracks       | 38                |